# 제65의무여단
제65의무여단(65th Medical Brigade)은 주한 미군으로서 용산 기지에 주둔하고 있는 미국 육군 의무대의 여단이자, 제8군의 의료지원부대이다. 표어는 "Warrior Care, Pacific Medics!"

## 역사
1927년 10월 18일, 제15의무연대로 창설.
1941년 6월 1일, 조지아주 포트 오그너돌프에서 제65의무연대로 재편성.
1944년 3월 10일, 제65의무단으로 재편성.
VE 데이 이후 독일 점령군으로서 주둔하다가 1946년 1월 30일에 해산하였다.
1958년 6월 25일, 제8군 지원사령부(8th FASCOM)의 예하부대로서 재소집되어, 1971년에 제18의무사령부로 대채되었다. 제18의무사령부 또한 2008년 10월 16일에 제65의무여단으로서 재편성되었다.
주한 미군은 캠프 험프리스에 새로운 브라이언 올굿 육군지역병원의 설립을 위해 2012년부터 공사를 시작하여 98%의 완공률에 도달했다고 2018년 9월 27일에 밝혔다. 2019년 7월 22일, 용산기지의 브라이언 올굿 육군 지역병원을 운영하는 제121전투지원병원이 제549병원센터로 재조직화되었다. 24개 병상을 운영하는 제121, 502야전병원과 32개 병상을 운영하는 4개 제125, 129, 150, 197의무분견대, 1개 제135야전소생외과대으로 구성되었다.
2019년 6월 1일, 주한 미국 육군 의무군수처가 육군의무군수사령부에 전속되고, 9월 9일에 주한 미군 의무물자소로 혈액보급을 맡을 제168다기능의무대대 예하 제95의무분견대 (혈액 지원)의 작전통제권을 넘어갔다.
브라이언 올굿 육군지역병원은 2019년 9월 20일에 완공되어, 그 해 11월부터 새로운 병원청사에서 첫 환자를 받았다.

## 부대
- 본부 및 본부중대 "Scorpions"
- 제549병원센터(549th Hospital Center)
  - 제121야전병원
  - 제502야전병원
  - 제125의무분견대
  - 제129의무분견대
  - 제150의무분견대
  - 제197의무분견대
  - 제135전방소생외과대(135th Forward Resuscitative Surgical Team)
- 제168다기능의무대대; 1993년 10월 16일 ~ 현재[4]
  - 본부 및 본부분견대 - 캠프 워커
  - 제5예방중대(5th Medical Detachment) - 용산기지
  - 제154의무중대 1993년 10월 16일 ~ 현재[5]
  - 제75의무중대 - 캠프 워커; 2007년 10월 16일 ~ 현재[6]
  - 제560의무중대 - 캠프 케이시 (2소대만 대구에 주둔해있다)
  - 제215의무분견대 - 캠프 험프리스
- 제618치의중대(618th Dental Company)/주한 치의처(DENTAC-K)
- 제106의무분견대 (수의)(106th Medical Detachment (VSS)); (날짜불명) ~ 현재[7]
- 주한 미국 육군 의무군수처(USAMMC-K) (육군의무군수사령부)
  - 제95의무분견대 - 캠프 험프리스; 2008년 10월 16일 ~ 현재[8]
  - 제563의무군수중대

## 기록

### 소속
1. 제8군 지원사령부, 1958년
2. 제8군, 1968년 10월 1일

### 계보
- 1927년 10월 18일, 15th Medical Regiment→제15의무연대
정규군에 배정됨.
- 1941년 5월 28일, 65th Medical Regiment→제65의무연대
- 1944년 3월 10일, Headquarters and Headquarters Detachment, 65th Medical Group→제65의무단, 본부 및 본부분견대
  - A중대 제431의무중대(431st Medical Collecting Company)
  - B중대 제432의무중대(432nd Medical Collecting Company)
  - C중대 제433의무중대(433rd Medical Collecting Company)
  - D중대 제647의무중대(647th Medical Clearing Company)
  - E중대 제434의무중대(434th Medical Collecting Company)
  - F중대 제435의무중대(435th Medical Collecting Company)
  - G중대 제436의무중대(436th Medical Collecting Company)
  - H중대 제648의무중대(648th Medical Clearing Company)
  - 예하중대의 계보가 개별적으로 분리됨.
- 2007년 9월 12일, Headquarters and Headquarters Company, 65th Medical Brigade→제65의무여단, 본부 및 본부중대

### 참전
| 스트리머                   | 내역                                                             |
| -------------------------- | ---------------------------------------------------------------- |
| 제2차 세계 대전, 유럽 전구 | - 노르망디 - 오드프랑스 - 라인란트 - 안데스-알자스 - 중앙유럽 }} |

### 훈장
| 스트리머 그림 | 스트리머 명칭     | 내역                                   | 명령서 | 참고 |
| ------------- | ----------------- | -------------------------------------- | ------ | ---- |
|               | 육군 공로부대표창 | 유럽 전구                              |        |      |
|               | 해군 공로부대표창 | 1989년, 한국 근무 (제18의무사령부로서) |        |      |

## 참고

### 인용
1. ↑  Antwaun J. Parrish (2018년 9월 27일). “New Brian D. Allgood Army Community Hospital continues to rise” (영어). 2019년 8월 20일에 확인함.
2. ↑  Mr. William Wight (2019년 7월 22일). “121 CSH cases colors after 69 years on peninsula; reflags as 549th Hospital Center” (영어). 65th Medical Brigade Public Affair Office. 2019년 8월 20일에 확인함.
3. ↑  C.J. Lovelace (2019년 9월 9일). “USAMMC-K gains operational control of blood support detachment” (영어). Army Medical Logistics Command Public Affairs. 2019년 12월 12일에 확인함.
4. ↑  “Headquarters and Headquarters Detachment, 168th Medical Battalion” (영어). Center of Military History. 1994년 6월 30일. 2019년 8월 20일에 확인함.
5. ↑  “154th Medical Detachment” (영어). Center of Military History. 2001년 5월 24일. 2019년 8월 20일에 확인함.
6. ↑  “75th Medical Company” (영어). Center of Military History. 2015년 6월 15일. 2019년 8월 20일에 확인함.
7. ↑  “106th Medical Detachment” (영어). Center of Military History. 2001년 5월 24일. 2019년 8월 20일에 확인함.
8. ↑  “95th Medical Detachment (Blood Knights)” (영어). Center of Military History. 2016년 3월 15일. 2019년 8월 20일에 확인함.

### 자료
- “Headquarters and Headquarters Company, 65th Medical Brigade” (영어). Center of Military History. 2016년 6월 17일. 2018년 9월 3일에 확인함.
- “65th Medical Brigade” (영어). 미국 육군 의무청 의무역사실. 2016년 3월 7일에 원본 문서에서 보존된 문서. 2016년 5월 12일에 확인함.